# Mystriosaurus laurillardi
Mystriosaurus laurillardi — викопний вид крокодилоподібних плазунів з родини телеозаврів (Teleosauridae), що існував у ранній юрі (183 млн років тому). Викопні рештки плазуна знайдено в Англії та Німеччині. Це був морський крокодил завдовжки 4 м.

## Історія досліджень
Череп рептилії був знайдений у 1776 році у мармуровому кар'єрі баварського містечка Альтдорф-бай-Нюрнберг німецьким натуралістом Йоганом Фрідріхом Баудером. Того ж року геолог Йоганн Ернст Іммануїл Вальх ідентифікував череп як крокодила. Приблизно в той час про знахідку дізнався Йоганн Вольфганг фон Гете і сповістив про неї свого друга, природознавця Йоганна Гайнріха Мерка. Мерк придбав череп у Баудера та ідентифікував його як гавіала. Після смерті Мерка, череп потрапив у природознавчий кабінет ландграфа Людвіга X в Дармштадті. Палеонтолог Йоганн Якоб Кауп описав череп як новий вид Mystriosaurus laurillardi.
У 1962 році палеонтолог Френк Вестфал визначив Mystriosaurus як синонім Steneosaurus bollensis. Лише у 2019 році таксону повернули первинний статус.